# بزرگ‌دهانان
بزرگ‌دهانان (نام علمی: Macrostomidae) نام یک خانواده از راسته بزرگ‌دهان‌سانان است.